# European Studbook Foundation
Die European Studbook Foundation (ESF) ist eine niederländische nichtkommerzielle Organisation, die sich zum Ziel gesetzt hat, Zuchtbücher für Reptilien und Amphibien in die Terraristik einzuführen. 1997 als „Stichting Overkoepelend Orgaan Stamboeken“  gegründet, wechselte sie 2003 zum gegenwärtigen Namen. Ende 2008 wurden von der Organisation über 80 Zuchtbücher geführt, an denen sich Reptilien- und Amphibienzüchter aus ganz Europa beteiligen. 

## Ziele
- Erhaltungsmaßnahmen für in Gefangenschaft gehaltene Reptilien und Amphibien, insbesondere solche gefährdeter Arten
- Führung europäischer Zuchtbücher
- Durchführung genetisch gesunder Zuchtprogramme
- Zusammenarbeit mit Wiederansiedlungsprojekten
- Sammeln, Aufarbeiten und Verbreiten von Kenntnissen über Haltung und Zucht von Reptilien und Amphibien